# Henry Briggs
Henry Briggs, angleški matematik, * februar 1561, Warley Wood pri Halifaxu, grofija Yorkshire, Anglija, † 26. januar 1630, Oxford, Anglija.

## Življenje in delo
Briggs je leta 1581 diplomiral na Kolidžu St John's v Cambridgeu. Leta 1588 je postal predavatelj in leta 1592 izredni profesor na mestu, ki ga je ustanovil Thomas Linacre. Leta 1596 je Briggs postal profesor geometrije na Greshamovem kolidžu v Londonu.
Kasneje je bil profesor matematike in geometrije v Cambridgeu in Oxfordu. Kmalu po letu 1614, ko je izšla Napierjeva knjiga Descriptio, je z Napierjem navezal stike, ga obiskal v Edinburghu in mu predlagal tehnične izboljšave. Želel je spremeniti ureditev aritmetičnega in geometričnega zaporedja, oziroma njunih členov ter postavitev log 10 = −1. Napierju se je utrnila celo boljša zamisel, naj bo log 10 = +1, (kar je celo v dodatku njegovega dela Constructio, ki je izšlo po njegovi smrti). Pri obeh pa je log 1 = 0. Kot rezultat sodelovanja je nastala nova metoda za preračunavanje logaritmov. Njene uresničitve Napier ni doživel. Briggs se je lotil dela sam in v letu Napierjeve smrti 1617 je imel že izračunanih prvih 1000 logaritmov, ki jih je izdal pod naslovom Logarithmorum Chilias prima.
Leta 1624 je izdal delo Aritmetika logaritmov (Arithmetica logarithmica) s 14-mestnimi logaritmi naravnih števil od 1 do 20.000 in od 90.000 do 100.000. Njegove tabele imajo ureditev števil (numerus) po naravnem zaporedju, zraven so logaritmi z vmesnimi razlikami (diferencami). Izdelal je tudi tabelo logaritemskih sinusov in tangensov s korakom 1/100 za vsako stopinjo na 14. decimalnih mest, tabelo naravnih sinusov na 15. mest ter tangensov in sekansov na 10. mest. Tabele so natisnili leta 1631 in so izšle leta 1633 pod naslovom Trigonometria Britannica.
Briggs je izračunal število:
{\displaystyle x=\left({\sqrt {10}}\right)^{54}\!\,,}
tako da je postopoma računal {\displaystyle {\sqrt {10}}}, {\displaystyle {\sqrt {\sqrt {10}}}}, ... in njegov desetiški logaritem:
{\displaystyle \log 10x={\sqrt {54}}\!\,.}
S tema številoma je sestavil sedemestne tabele, ki se uporabljajo še danes.